# Virginie Saint-Martin
Virginie Saint-Martin (15 dicembre 1965) è una direttrice della fotografia belga.

## Filmografia

### Cinema
- Max et Bobo, regia di Frédéric Fonteyne (1998)
- En vacances, regia di Yves Hanchar (1999)
- Una relazione privata (Une liaison pornographique), regia di Frédéric Fonteyne (1999)
- Thomas in Love (Thomas est amoureux), regia di Pierre-Paul Renders (2000)
- Un onesto trafficante (Un honnête commerçant), regia di Philippe Blasband (2002)
- Des plumes dans la tête, regia di Thierry De Thier (2003)
- Le Tango des Rashevski, regia di Sam Garbarski (2003)
- La donna di Gilles (La Femme de Gilles), regia di Frédéric Fonteyne (2004)
- La Couleur des mots, regia di Philippe Blasband (2005)
- L'uomo medio più medio (Comme tout le monde), regia di Pierre-Paul Renders (2006)
- Jas sum od Titov Veles, regia di Teona Strugar Mitevska (2007)
- Coquelicots, regia di Philippe Blasband (2007)
- Restless, regia di Amos Kollek (2008)
- Un ange à la mer, regia di Frédéric Dumont (2009)
- Oscar et la Dame rose, regia di Eric-Emmanuel Schmitt (2009)
- Sans queue ni tête, regia di Jeanne Labrune (2010)
- Fils unique, regia di Miel Van Hoogenbemt (2011)
- Ombline, regia di Stéphane Cazes (2012)
- Tango Libre, regia di Frédéric Fonteyne (2012)
- Marie Heurtin - Dal buio alla luce (Marie Heurtin), regia di Jean-Pierre Améris (2014)
- Una famiglia in affitto (Une famille à louer), regia di Jean-Pierre Améris (2015)
- Souvenir, regia di Bavo Defurne (2016)
- Bye Bye Germany (Es war einmal in Deutschland…), regia di Sam Garbarski (2017)
- Dany (Mon Ket), regia di François Damiens (2018)
- Ma reum, regia di Frédéric Quiring (2018)
- Dio è donna e si chiama Petrunya (Gospod postoi, imeto i e Petrunija), regia di Teona Strugar Mitevska (2019)
- Una sirena a Parigi (Une sirène à Paris), regia di Mathias Malzieu (2020)
- Les Folies fermières, regia di Jean-Pierre Améris (2021)
- Petites, regia di Julie Lerat-Gersant (2022)
- L'appuntamento (Najsreḱniot čovek na svetot), regia di Teona Strugar Mitevska (2022)

### Televisione
- They Were Ten (Ils étaient dix) – miniserie TV, 6 puntate (2020)
- Madre perfetta (Une mère parfaite) – miniserie TV, 4 puntate (2021)

## Riconoscimenti
- Premio Magritte
  - 2014 – Candidatura alla migliore fotografia per Tango Libre